# Rikard Sundén

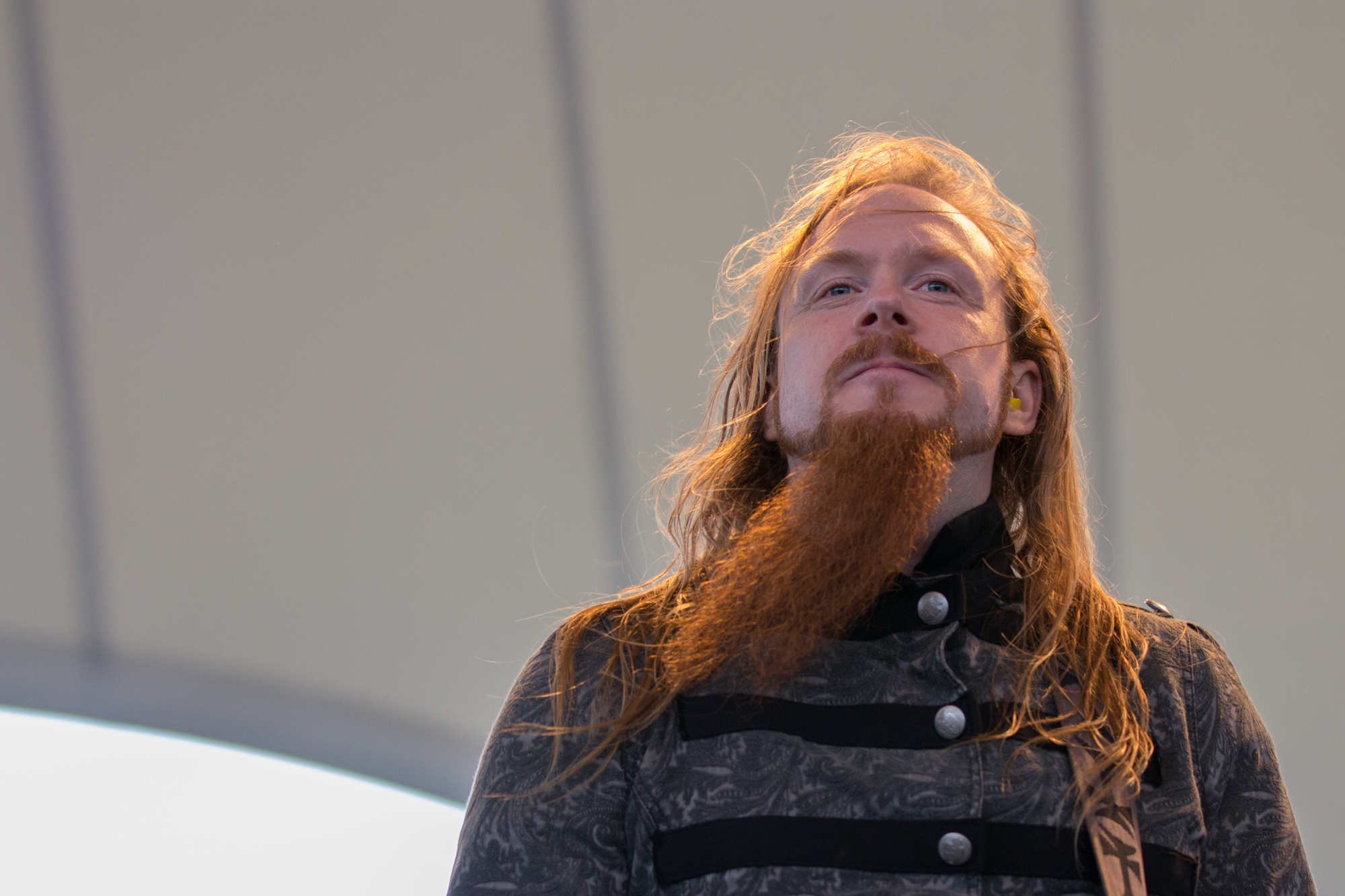
Sundén mit Civil War auf dem Sabaton Open Air (2015)

Rikard Sundén (* 5. Mai 1980 in Falun) ist ein schwedischer Gitarrist und Musikproduzent. Bekanntheit erlangte er als Gründungsmitglied der Heavy-Metal-Band Sabaton. Von 2012 bis 2021 war er Gitarrist von Civil War, die im selben Genre tätig ist.

## Leben
1999 gründete Sundén gemeinsam mit Joakim Brodén, Pär Sundström, Oskar Montelius und Richard Larsson die Band Aeon, die rasch in „Sabaton“ umbenannt wurde. 2012 trennten sich Sundén und Montelius samt den zwischenzeitlich hinzugekommenen Mitgliedern Daniel Mullback und Daniel Mÿhr von Brodén und Sundström. Die beiden Gitarristen wurden von Thorbjörn Englund und Chris Rörland ersetzt. Nach einer Initiative von Nils Patrik Johansson gründete er mit diesem und Stefan „Pizza“ Eriksson die Band Civil War. Für diese Band war Sundén auch als Produzent der EP Civil War und des Albums The Killer Angels tätig. Allerdings war Sundén nie an den Civil-War-Kompositionen beteiligt.
2021 wurde Sundén wegen sexueller Belästigung von Kindern sowie wegen des Besitzes von Kinderpornographie verurteilt, bestritt die Vorwürfe aber.

## Diskografie

### Mit Sabaton
(bis 2012)

### Mit Deals Death
- 2009: Internal Demons (2009)

### Mit In Victory (als Gastkünstler)
- 2020: Ecstasy of the Enlightened
- 2020: The Prophecies Will Unfold (Orchestral Version)